# Melidectes foersteri
El mielero de Foerster (Melidectes foersteri) es una especie de ave paseriforme de la familia Meliphagidae endémica de Nueva Guinea. El nombre de la especie conmemora al botánico y entomólogo alemán Friedrich Foerster.

## Distribución
Es endémica de los montes Finisterre y Saruwaged en la península de Huon, en el extremo oriental de Nueva Guinea.